# Maringotte

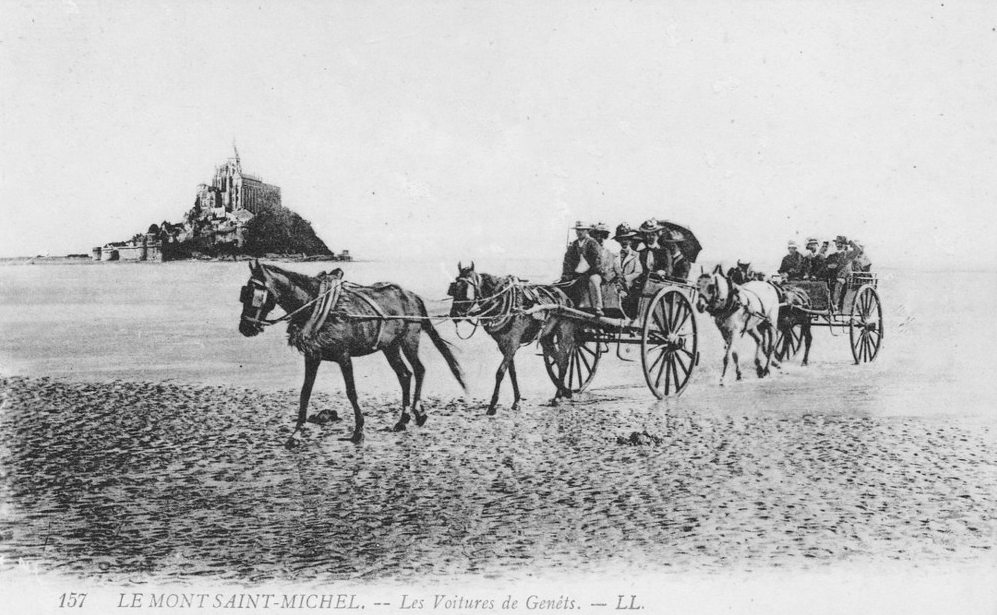
Maringotte, carriole attelée qui assure la liaison à partir de Genêts.

La maringotte ou maringote est une voiture hippomobile à deux roues, suspendue sur des ressorts à pincettes, avec des côtés à barreaux et des bancs mobiles, tirée par un cheval ou deux chevaux en tandem, qui servait au XIXe siècle à transporter des marchandises ou des personnes. La maringotte était connue comme une « voiture de saltimbanques » ou de rouliers, mais surtout comme la voiture qui transportait les visiteurs du Mont Saint-Michel.

## Origines
La maringotte tire son nom de la commune de Maringues (Puy-de-Dôme) où elle a été d’abord fabriquée. La commune située parmi des marais disposait de peu de voies carrossables, et cette voiture, légère, était une des seules qui pouvait y circuler. Ensuite, la maringotte servit à promener les touristes au Mont Saint-Michel dans la baie à marée basse.
Chez les gens du voyage la maringotte était, comme la « chignole », une roulotte très modeste et souvent en mauvais état, et pas forcément à un seul essieu.

## Maringottes au Mont Saint-Michel
Les maringottes amenaient les touristes au Mont en partant de Genêts et en circulant sur les grèves, parfois précédées d’un homme à pied qui sondait le sable. Le trajet durait environ une heure.
Des maringottes assuraient les liaisons entre Saint-Malo et Sevran  à marée basse, roulant et circulant entre les navires à sec (…) et risquant parfois de crever leur capote de cuir à une basse vergue ou à une barre de clin-foc.
Les maringottes faisaient partie du paysage du Mont Saint-Michel et sont représentées sur de nombreuses photographies et affiches.
Maringotte est le nom donné au projet de véhicule hippomobile qui doit assurer la liaison entre le continent et le Mont sur la nouvelle passerelle, mais dont l’aspect n’a plus rien à voir avec l’ancienne voiture.

## Maringottes aux chemins de fer
La compagnie du Paris-Orléans a utilisé 137 wagons plats "trucks à maringottes" au milieu du XIXème siècle, les derniers construits en 1845.